# Klumpvattnet (Frostvikens socken, Jämtland)
Klumpvattnet är en sjö i Strömsunds kommun i Jämtland och ingår i Ångermanälvens huvudavrinningsområde. Sjön har en area på 0,201 kvadratkilometer och ligger 795,7 meter över havet. Sjön avvattnas av vattendraget Storvattenån.

## Delavrinningsområde
Klumpvattnet ingår i det delavrinningsområde (715543-143536) som SMHI kallar för Utloppet av Klumpvattnet. Medelhöjden är 838 meter över havet och ytan är 2,03 kvadratkilometer. Det finns inga avrinningsområden uppströms utan avrinningsområdet är högsta punkten. Storvattenån som avvattnar avrinningsområdet har biflödesordning 3, vilket innebär att vattnet flödar genom totalt 3 vattendrag innan det når havet efter 303 kilometer. Avrinningsområdet består mestadels av kalfjäll (90 procent). Avrinningsområdet har 0,2 kvadratkilometer vattenytor vilket ger det en sjöprocent på 9,7 procent.